# Catherine Allégret
Catherine Allégret, född 16 april 1946 i Neuilly-sur-Seine, Île-de-France, är en fransk skådespelerska.

## Roller i urval
- 1964 – Dödens kupé
- 1965 – Lady L
- 1968 – En gangster i Paris
- 1970 – Elise eller det riktiga livet
- 1971 – Det händer bara andra
- 1972 – Money Money Money
- 1972 – Sista tangon i Paris
- 1973 – Kvinnan i snön
- 1974 – Vänner emellan
- 1975 – Det brinner i knutarna
- 1979 – Stunder av lycka
- 1989–2006 – Navarro (TV-serie)
- 2007 – La vie en rose – berättelsen om Edith Piaf
- 2010 – I gryningens timmar